# 퀴즈 영화탐험
퀴즈 영화탐험은 1997년 3월 8일부터 2001년 11월 3일까지 방송되었던 퀴즈 프로그램이다.

## 진행방식
4명의 출연자가 대결하며, 부저누르기와 쓰기문제로 구성되어 있다. 많은 인형을 가진 사람이 우승한다. 2000년 초반까지 인형을 점수로 했지만 2000년 중반부터 6개의 불로 점수를 측정했었다.

## 진행자
- 이재용
- 이혜은
- 유하영
- 김주하
- 박나림
- 김현철
- 이윤석: MBC 파업으로 인해 이재용 대타로 진행했다.
- 류시현: MBC 파업으로 인해 김주하 대타로 진행했다.

## 방송 시간
| 방송 채널 | 방송 기간                          | 방송 시간                             |
| --------- | ---------------------------------- | ------------------------------------- |
| MBC TV    | 1997년 3월 8일 ~ 1998년 10월 24일  | 매주 토요일 오전 10시 ~ 10시 50분     |
| MBC TV    | 1998년 10월 31일 ~ 1999년 1월 23일 | 매주 토요일 낮 12시 10분 ~ 1시        |
| MBC TV    | 1999년 2월 6일 ~ 2000년 4월 15일   | 매주 토요일 아침 9시 45분 ~ 10시 35분 |
| MBC TV    | 2001년 9월 1일 ~ 2001년 11월 3일   | 매주 토요일 아침 9시 45분 ~ 10시 35분 |
| MBC TV    | 2000년 4월 22일 ~ 2001년 8월 18일  | 매주 토요일 아침 9시 45분 ~ 10시 40분 |

## 역대 코너

### CULT QUIZ (컬트 퀴즈)
- 영화 속의 숨겨져 있는 재미있는 요소들을 뽑아서 문제를 내드린다 화면을 잘 보시다가 문제가 자막으로 나오면 빨리 부저를 누르셔서 답변해주기 바란다.

### 웰컴 시네마
- 개봉예정인 새 영화 화면을 선정해서 퀴즈를 풀어보는 시간이다.

### 퀴즈 스타트!
- 몸풀기 퀴즈문제로 화면에 나타나는 영화제목을 맞히거나 여러 가지 문제를 풀어본다.

### 김현철의 시네마파일
- 김현철이 리포터로 나와 어떤 주제를 가지고 영화를 탐구한다.

### 김현철의 시네마펀치
- 김현철이 리포터로 나와 어떤 주제를 가지고 영화를 재조명한다.

### SPEED OX
- 엄선한 명장면 영화 속의 명장면을 감상하신 다음에 본인들이 이렇게 꼭 눌러서 문제를 아주 스피드하게 맞춰준다. 한 영화당 각각 7개씩 문제가 주어지고 여기서 1등하신 분께는 인형 2마리를 드리고 2등하신 분께는 인형 1마리를 드린다.

### 스페셜 무비
- 문제를 내는 건 이제 5가지힌트가 나간다. 그러면 5가지 힌트를 들으시고 보시면서 아시겠다 싶으신 분들은 부저를 누르고 앞에 해답판에 써준다. 그리고 덮으시면 된다. 나머지 분들은 그 힌트 5개가 다 나갈동안 잘 들으셨다가 부저를 눌러서 맞춘다. 한 분에게만 힌트가 나가는 동안 부저를 누르셔서 쓰실 수 있으며, 나머지 세 분은 5개 힌트를 다 들으신 후에 정답을 말하실 수 있다. 중간에 부저를 누르셔서 맞히신 분께는요 인형 2마리를 드리고 나중에 힌트 5개가 다 나간 후에 맞히신 분께는요 인형 1마리를 드린다.

### 생존 OX의 왕
- 4명의 출연자가 동시에 OX퀴즈를 풀어서 최후의 1인이 남을 때까지 진행하며, 1인은 주관식문제를 풀 기회가 주어진다.
- 만약에 해당 출연자가 문제를 맞히지 못하면 다시 최후의 1인이 남을 때까지 계속 진행하며, 이 때부터 남은 1인은 객관식 문제를 풀게 된다.

### 1.2.3 시네 베스트
- 매주 PC통신으로 통한 앙케이트로 선정 된 최고의 영화정보를 탐구해보는 시간이다. 이번주에는 영화 중에서 대사를 못 외울 것 같은 배우 베스트 10을 준비했다.

### 말 달리자
- 패널 중 한 명이 40초간 영화장면을 설명하고 이것이 끝나면 각 패널은 스무고개방식으로 질문을 한다.

### 역전 퀴즈
- 정답을 맞히면 다른 사람의 인형을 빼앗거나 불을 가져올 수 있다.